# Candy (Drippin' Like Water)
Candy (Drippin' Like Water) je treći singl sa Snoop Doggovog albuma iz 2006. godine Tha Blue Carpet Treatment. Gosti na pjesmi su E-40, MC Eiht, Goldie Loc i Tha Dogg Pound (Daz Dillinger i Kurupt).

## Impresum
- Tekstopisci: C. Broadus, E. Stephens, K. Spillman, D. Arnaud, R. Brown, A. Tyler, R. Thomas, R. Emmanuel, Butler, Vieira, Irving, L. Blackmon, T. Jenkins)
- Producenti: RickRock for Sharick & Mook Inc.
- Izdavatelji: My Own Chit Publishing/EMI Blackwood Music (BMI); Heavy On The Grind Entertainment Publishing (BMI); Lil Gangsta Music (ASCAP); Dogg Pound Music (BMI); Scodie Mac (BMI); Gaffled Em Up (BMI); Cypher Cliff Music Publishing (ASCAP); EMI
- Produkcija videa : Snoopadelic Films
- Direktor videa : Pook Brown of Soopadelic Films
- Video uzorak od JT the Bigga Figga is by the courtesy of Get Low Recordz.